# Bimhuis

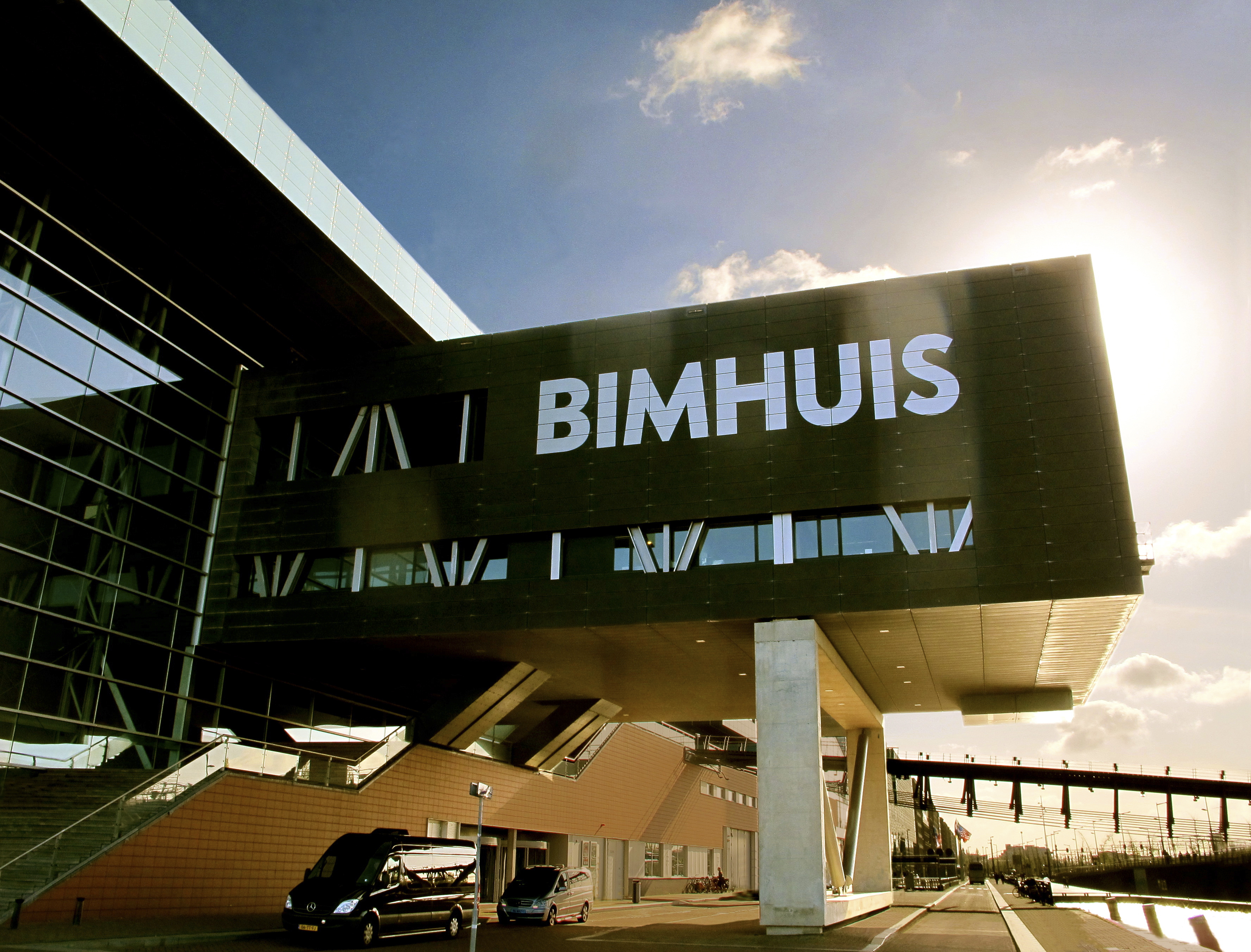
Bimhuis in Amsterdam

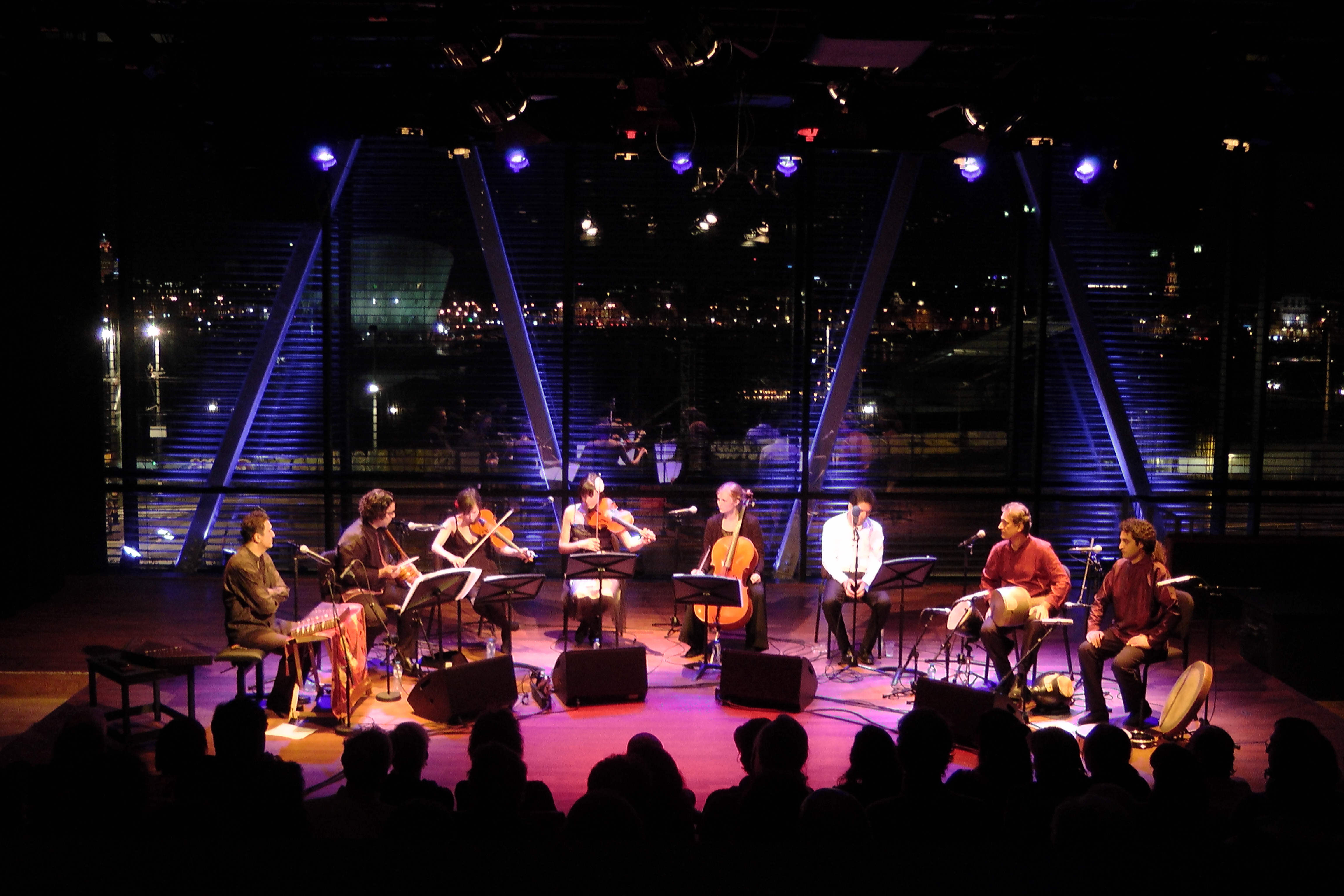
Perzisch ensemble 'Rumi', Bimhuis, 2013

Het BIMHUIS is een concertzaal in Amsterdam, opgericht in 1974 en sinds 2005 gevestigd aan de Piet Heinkade aan het IJ. De architectuur is verbonden met die van het Muziekgebouw. Kenmerkend is de zaal met direct achter het podium de glazen gevel die een panoramisch uitzicht biedt over het centrum van Amsterdam.

## Concerten en evenementen in het BIMHUIS
Vanaf het vroege begin staat het BIMHUIS bekend als een podium voor actuele jazz en geïmproviseerde muziek. Het oorspronkelijke programma paste binnen een bredere internationale ontwikkeling van jazz als dansmuziek tot concertmuziek en tot een op zichzelf staande kunstvorm met improvisatie als essentiële factor. In loop der jaren ontwikkelde het BIMHUIS zich tot een internationaal toonaangevend podium voor jazz en geïmproviseerde muziek van over de hele wereld. Als gevolg daarvan kregen steeds meer stromingen de ruimte binnen de programmering, zoals kamermuziek en elektronische muziek. Daarbij werd het BIMHUIS een locatie voor uiteenlopende festivals als Holland Festival, Dekmantel, Cello Biënnale, Strijkkwartet Biënnale, Flamenco Biënnale, Doek, Amsterdam Roots Festival en Red Light Jazz.
Sinds de oprichting geeft het BIMHUIS de ruimte aan de Nederlandse jazz-avant-garde, in het kielzog van pioniers als Willem Breuker, Misha Mengelberg en Han Bennink. Ook regelmatig te gast in het BIMHUIS zijn toonaangevende improvisatoren uit andere delen van Europa, bijvoorbeeld België (Fred Van Hove), Duitsland (Peter Brötzmann), Groot-Brittannië (Evan Parker) en Scandinavië (Bugge Wesseltoft), waarbij er tussen de diverse musici regelmatig internationale kruisbestuivingen ontstaan. Mainstream jazz en populaire jazz uit Nederland en België hebben geleidelijk aan steeds meer ruimte gekregen in de programmering; zo traden Rita Reys, Candy Dulfer en Toots Thielemans op in het BIMHUIS. Vele Amerikaanse jazzlegendes traden er op, onder wie Art Blakey, Charles Mingus, Archie Shepp, Pharoah Sanders en Sun Ra. Daarnaast traden er talloze musici op (al dan niet als begeleider) voordat zij bekend werden, onder wie Branford Marsalis, David Murray, Christian Scott aTunde Adjuah en Rosalía.
Vernieuwing en talentontwikkeling zijn altijd belangrijke pijlers geweest in de programmering van het BIMHUIS. Belangrijk daarbij zijn de wekelijkse workshops en sessies, net als samenwerking met de BIM (Beroepsvereniging van Improviserende Musici), oorspronkelijk de naamgever van het BIMHUIS. Samenwerking met het Conservatorium van Amsterdam uit zich onder meer in optredens van de CvA Concert Big Band. Onder de noemer BIMHUIS Productions wordt vanaf 2018 ruimte gegeven aan de ontwikkeling van relatief onbekend maar excellent talent. De eerste resultaten hiervan zijns de meerjarige samenwerking met componist Tijn Wybenga en zijn orkest AM.OK en een compositieopdracht voor saxofonist Ben van Gelder.

## Geschiedenis

### Oudeschans
Het BIMHUIS werd op 1 oktober 1974 geopend aan de Oudeschans in Amsterdam, in een voormalige meubelshowroom. Hieraan ging een lange zoektocht naar een geschikt concertzaaltje vooraf door een groep musici, onder wie leden van de Beroepsvereniging van Improviserende Musici (BIM). Zij wilden Nederlandse jazz een eigen plek geven en namen hiertoe het heft in eigen handen. Binnen deze groep bevonden zich onder anderen Willem Breuker, Han Bennink en Hans Dulfer. De oprichting van het BIMHUIS was een uiting van de hectische ontwikkelingen die de Europese jazz sinds eind jaren zestig doormaakte. Amsterdam was een belangrijk epicentrum van de “nieuwe” experimentele Europese jazz en de zogenaamde Hollandse school met rietblazer Willem Breuker, pianist Misha Mengelberg en slagwerker Han Bennink als enkele van de sleutelfiguren. Andere personen die genoemd worden in verband met de oprichting van het BIMHUIS zijn Henk Elzinga en Willem van Manen.
In 1984 vond er een grootscheepse verbouwing plaats en werd de zaal als amfitheater vormgegeven. Inmiddels had het BIMHUIS zich ontwikkeld tot een van de belangrijkste instellingen voor de jazz in Nederland, niet alleen als concertzaal maar ook als ontmoetingsplek voor de Nederlandse jazzwereld. Jazzmusici konden ook zelf projecten samenstellen en deze in het BIMHUIS laten opvoeren. Belangrijk in deze context waren de meerdaagse concertreeksen onder de noemer October Meeting (1987 en 1991), voor vele musici een hoogtepunt in hun ervaring met het BIMHUIS. Grote namen als John Zorn, Cecil Taylor en Misha Mengelberg werkten hieraan mee. In 2016 vond opnieuw een October Meeting plaats op de nieuwe locatie van het BIMHUIS aan het IJ.

### Aan het IJ
In 1995 bleken ontwikkelingen vanuit de gemeente Amsterdam op gespannen voet te staan met de locatie van het BIMHUIS aan de Oudeschans. De gemeente had de milieueisen aangescherpt; het stond vast dat het BIMHUIS niet op dezelfde plek zou kunnen voortbestaan, omdat de geluidsnorm bij lange na niet gehaald zou kunnen worden. Daarbij was er sprake van het transformeren van de verlaten IJ-oevers nabij het Centraal Station in een nieuw cultureel centrum. Uiteindelijk werd besloten het BIMHUIS in de plannen van het nieuwe muziekcentrum aan het IJ op te nemen. Tien jaar later, op 19 februari 2005, opende het BIMHUIS zijn deuren op de nieuwe locatie aan het IJ. Het BIMHUIS kreeg een plaats binnen een grotere structuur, ontworpen door het Deense architectenbureau 3XN. In dit gebouw bevinden zich ook de podia van het Muziekgebouw, kantoren van diverse muziekorganisaties en een particulier restaurant met terras aan het water. De architectuur van het BIMHUIS steekt uit het gebouw als een zwarte doos. Het nieuwe BIMHUIS werd voorzien van geavanceerde voorzieningen als oefenstudio’s en hoogwaardige opnametechnologie. Daarbij werd de informele sfeer van de oude zaal zoveel mogelijk intact gelaten, inclusief de amfitheater-achtige indeling en de combinatie zit- en staanplaatsen, met een rij cafétafels en doorloop naar het eigen café-restaurant. De zaal heeft 250 zitplaatsen en een capaciteit van 375 personen (zit- én staanplaatsen). Het BIMHUIS café & restaurant heeft 65 zitplaatsen of 200 staanplaatsen. In de jaren dat het BIMHUIS zich op de nieuwe locatie aan het IJ bevindt, is het aantal concerten en activiteiten enorm toegenomen. Jaarlijks vinden er zo'n 300 activiteiten plaats, inclusief concerten, workshops, jamsessies, jeugdconcerten enz. Er worden regelmatig opnames gemaakt voor publieke televisie en radio, zoals De vloer op (2000-heden), Het Filosofisch Kwintet (2012-heden) en Vrije Geluiden (2004-2016). Voor grote publiekstrekkers wordt samengewerkt met het Muziekgebouw; concerten van die artiesten vinden verschillende keren per seizoen plaats in de grote zaal van het Muziekgebouw.

## BIMHUIS Radio en TV
In 2014 werd onder de noemer BIMHUIS Radio begonnen met het live streamen van geselecteerde concerten via de website, met de mogelijkheid om terug te luisteren via het platform Mixcloud. Sinds 2018 zijn de opnames ook terug te luisteren op YouTube. In 2019 was de eerste uitzending van BIMHUIS TV, waarbij concerten door middel van high quality remote-camera's rechtstreeks worden uitgezonden. Veel van de opgenomen concerten zijn terug te bekijken op YouTube. BIMHUIS Radio & TV kennen uit overtuiging geen winstoogmerk: de musici mogen het materiaal vrij gebruiken.

## Prijzen en eervolle vermeldingen

### Prijzen
In 2011 kreeg het BIMHUIS de Amsterdamprijs voor de Kunst en in 2013 de Europese prijs voor avontuurlijke (jazz)programmering, de EJN Award for Adventurous Programming.

### Eervolle vermeldingen in de pers
Toonaangevend jazzmagazine DownBeat nam het BIMHUIS op in de lijst 'The 80 Coolest Things in Jazz Today', gepubliceerd in de editie van juli 2014 ter gelegenheid van het 80-jarige bestaan van het tijdschrift. Het BIMHUIS wordt al vele jaren opgenomen in de DownBeat International Jazz Venue Guide, de lijst met 'The World's Greatest Jazz Venues', aldus de editie van 2020.

### Quotes van musici over het BIMHUIS
"De beste en mooiste jazzclub van de hele wereld." - Han Bennink (2014)
"The Bimhuis in Amsterdam is different, because the stage is low and the audience is high, more like a theater (…) It might be my favorite place to play in the whole world" - Mark Turner in "Downbeat" (feb. 2014)
"I really like the arena-style seating of the Bimhuis in Amsterdam, the feeling of the audience being 180 degrees around me. It feels more intimate. You never feel claustrophobic, because of the architecture that includes a big window that looks out on the street. It’s an all-inclusive feeling; we’re playing for the patrons there, but we’re also part of this wider world. It’s the best of both situations; you’re there inside with the audience but you’re also part of the outside city. It’s very different from a lot of clubs that are in basements. There is a bar, but it’s just outside the room." - Rez Abbasi in "Downbeat" (feb. 2014)
"Branford is unsparing in his enthusiasm for the Amsterdam club, which has been a center for jazz in Europe since it opened in 1974. 'I only played there once before, with Art Blakey in 1981, and I've wanted to bring my own band into the Bimhuis ever since,' he admits. 'It's simply one of the two or three best jazz clubs in the world, because the room is intimate and the focus is on presenting the music instead of selling food and drinks. There is a bar outside of the performance space, and people do go there to hang, but once they walk into the club itself, it's all about the music." - Brandford Marsalis "A Love Supreme Live In Amsterdam" (opgenomen in het BIMHUIS op 30 maart 2003)
"Ask jazz guitarist Bill Frisell, a seasoned road veteran, where in the world he would send music aficionados, and he brightens at the challenge: 'Anywhere in the world? Even if I didn't know who was playing? The Bimhuis (pronounce: bim-house)', he volunteers at once, naming the Amsterdam venue that has played a crucial role in that city's creative music evolution (...)." - The New Yorker (feb. 2003)

## Selectieve discografie
Selectie van albums live opgenomen in het BIMHUIS. [artiest-titel (opnamejaar/releasejaar)]
- Clifford Jordan & The Magic Triangle – On Stage Vol. 1 en 2 (1975/1977 en 78)
- Sam Rivers Tuba Trio e.a. – Jazz of the Seventies (1976/1977)
- Misha Mengelberg – Pech Onderweg (1978/1979)
- Guus Janssen – On the Line (1979/1980)
- Graewe, Reijseger, Hemingway – Flex 27 (1993/1994)
- Gerry Hemingway Quintet – Slamadam (1991-1993/1995)
- Various – October Meeting 1991 - 3 Quartets (Bimhuis Records, 1997)
- Various – October Meeting 1991 - Anatomy Of A Meeting (Bimhuis Records, 1997)
- BassDrumBone – Hence the Reason (1996/1997)
- Misha Mengelberg & Han Bennink – The Instant Composers Pool 30 Years (1992-1997/1997)
- Schlippenbach Trio – Swinging the Bim (1998/2000)
- Arthur Blythe Trio – Spirits in the Field (1999/2000)
- Anthony Braxton – 23 Standards (Quartet) (2003/2004)
- Branford Marsalis Quartet – A Love Supreme: Live in Amsterdam CD/DVD (2003/2004)
- Han Bennink - Michiel Borstlap - Ernst Glerum – BBG (2004/2005)
- Remco Campert, Corrie van Binsbergen Band – Als in een droom (2003/2005)
- Kees van Kooten & Corrie van Binsbergen Band – Live gelezen & gespeeld (2004/2005)
- Dave Douglas Quintet – Live at the Bimhuis (2002/2005)
- Drummers Double Bill & Jan Wolkers – 2Texel (2006)
- Steve Lacy & Mal Waldron – At the Bimhuis 1982 (2006)
- Fred Hersch – In Amsterdam: Live at the Bimhuis (2006)
- Steve Lacy-Roswell Rudd Quartet – Early and Late (1999/2007)
- Ab Baars Trio & Ken Vandermark – Goofy June Bug (2007/2008)
- ICP Orchestra – Live at the Bimhuis (2009)
- Machinefabriek – Vloed (2007-2008/2010)
- Misha Mengelberg & Evan Parker – It Won't Be Called Broken Chair (2006/2011)
- Michael Moore Quartet – Easter Sunday (2011)
- Sven Ratzke – Macht Musik at the BIMHUIS (2010/2011)
- Sal Mosca – The Talk of the Town (1992/2015)
- Pete Swanson – Life Under the Art Flag (2014)
- Arifa – Arifa & Voices From the East (2014)
- The Ex - At Bimhuis (1991-2015) (2015)
- John Escreet – The Unknown (Live in Concert) (2016)
- Jemeel Moondoc Quartet – The Astral Revelations (2016/2018)
- Philipp Gropper's Philm – Live at Bimhuis (2017/2018)
- Miho Hazama/Metropole Orkest Big Band - The Monk: Live at Bimhuis (2017/2018)
- Jasper Blom Quartet – Polyphony (2018/2019)
- Eric Vloeimans' Gatecrash – Party Animals (2015/2020)
- Kirk Knuffke - Brightness: Live in Amsterdam (2020)